# 低脊锥唇蚤
低脊锥唇蚤（学名：Wlassicsia pannonica）为粗毛蚤科锥唇蚤属的动物。分布于匈牙利、捷克、斯洛伐克、南斯拉夫、美国、加拿大以及中国大陆的甘肃、河北等地，多生活于小池塘或水坑中。